# Isidis Planitia
Isidis Planitia – równina położona w obrębie basenu uderzeniowego Isidis na Marsie. Ze względu na pokrywający ją pył, jest widoczna w teleskopach jako jasna plama na wschód od charakterystycznego ciemnego obszaru Syrtis Major Planum. Basen Isidis o średnicy około 1500 km jest jednym z największych basenów uderzeniowych na Marsie i w całym Układzie Słonecznym. Nazwa równiny pochodzi od imienia egipskiej bogini Izydy.

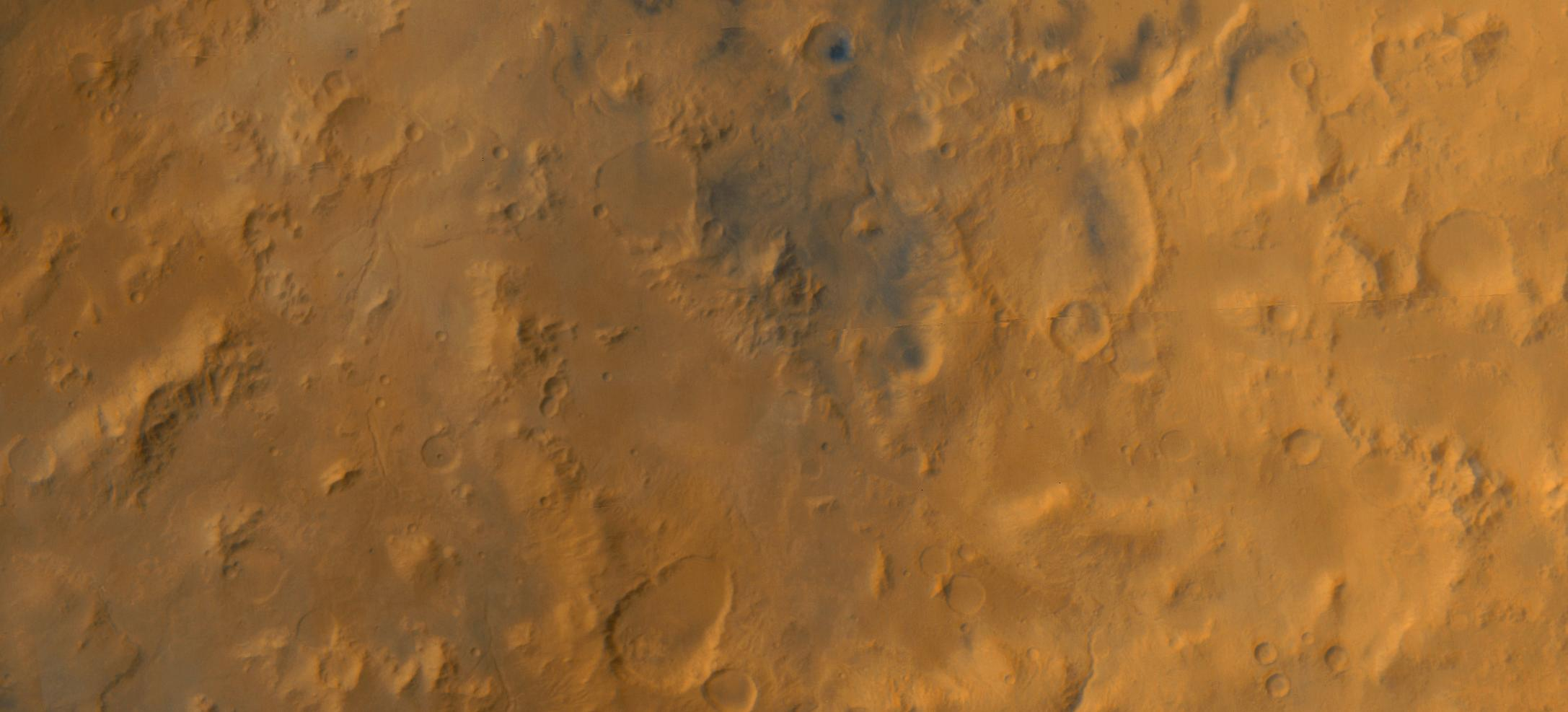
Libya Montes

Od południa z równiną Isidis Planitia sąsiadują góry Libya Montes, wydźwignięte przez uderzenie.

## Badania
Na obszarze Isidis Planitia wylądowała w 2003 roku sonda Beagle 2. Misja ta zakończyła się niepowodzeniem, jako że sonda nigdy nie przesłała potwierdzenia pomyślnego lądowania.
W pobliżu basenu Isidis znajdują się duże spękania skorupy, spowodowane przez impakt. Jednym z nich jest dolina Nili Fossae, która początkowo była wypełniona lawą, a następnie w środowisku wodnym uformowały się tam duże ilości minerałów ilastych. Z tego powodu dolina ta była rozważana jako miejsce lądowania misji Mars Science Laboratory, jednak nie przeszła pozytywnie procedury selekcji i łazik Curiosity ostatecznie wylądował w kraterze Gale. Na obrzeżu basenu Isidis znajduje się krater Jezero, który został wybrany na miejsce lądowania misji Mars 2020.
Pod koniec 2008 roku sztuczny satelita planety, sonda Mars Reconnaissance Orbiter zaobserwował w dolinie Nili Fossae węglany, w szczególności węglan magnezu, które powstały w środowisku wodnym. Ich obecność świadczy, że środowisko to miało stosunkowo wysokie pH (nie było kwaśne), bardziej sprzyjające powstaniu życia.